# Tannauerbach
Der Tannauerbach ist ein ganzjähriges Fließgewässer im Vorkarwendel. Er entsteht aus zwei Hauptästen beim Schleimsattel, verläuft in weitgehend nordwestlicher Richtung und bildet nach seinem Zusammenfluss mit dem Eiskönigbach die Dürrach. Hydrologisch handelt es sich um den Oberlauf der Dürrach.